# 新香洲
新香洲是珠海市中心城区的一个街区。其北起梅华西路，南抵翠微路。东起迎宾北路，西至珠海与中山市坦洲镇交界。区域内有珠海市体育中心、珠海市图书馆、香洲区人民政府和中国电信珠海分公司大厦。大致包括梅华街道大部分和前山街道北部地区。